# Centre Nacional d'Educació Sexual
El Centre Nacional d'Educació Sexual (CENESEX) és una institució pública cubana dedicada a l'educació i la recerca sobre la sexualitat humana. És més conegut internacionalment per la seva labor en la defensa dels drets de les persones LGBTI a Cuba. Actualment la directora del centre és Mariela Castro, sexóloga, activista i diputada en l'Assemblea Nacional del Poder Popular.

## Història
Des de la Revolució cubana van existir diferents programes nacionals d'educació sexual coordinats des de la Federació de Dones Cubanes i el Ministeri de Salut Pública de Cuba. El 1972 es va fundar el Grup Nacional de Treball d'Educació Sexual com a entitat pròpia per a desenvolupar i coordinar aquest tipus d'accions en les institucions i la societat cubana. A partir de 1977 també va adquirir les tasques de formació de terapeutes i educadores sexuals, d'atenció especialitzada a les persones transsexuals i de consell i teràpia per a disfuncions sexuals.
El 1989 es va fundar el Centre Nacional d'Educació Sexual com a successor del Grup Nacional de Treball d'Educació Sexual, intensificant la seva labor en la recerca i la formació de professionals qualificades en l'àrea de la sexualitat.

## Activitats

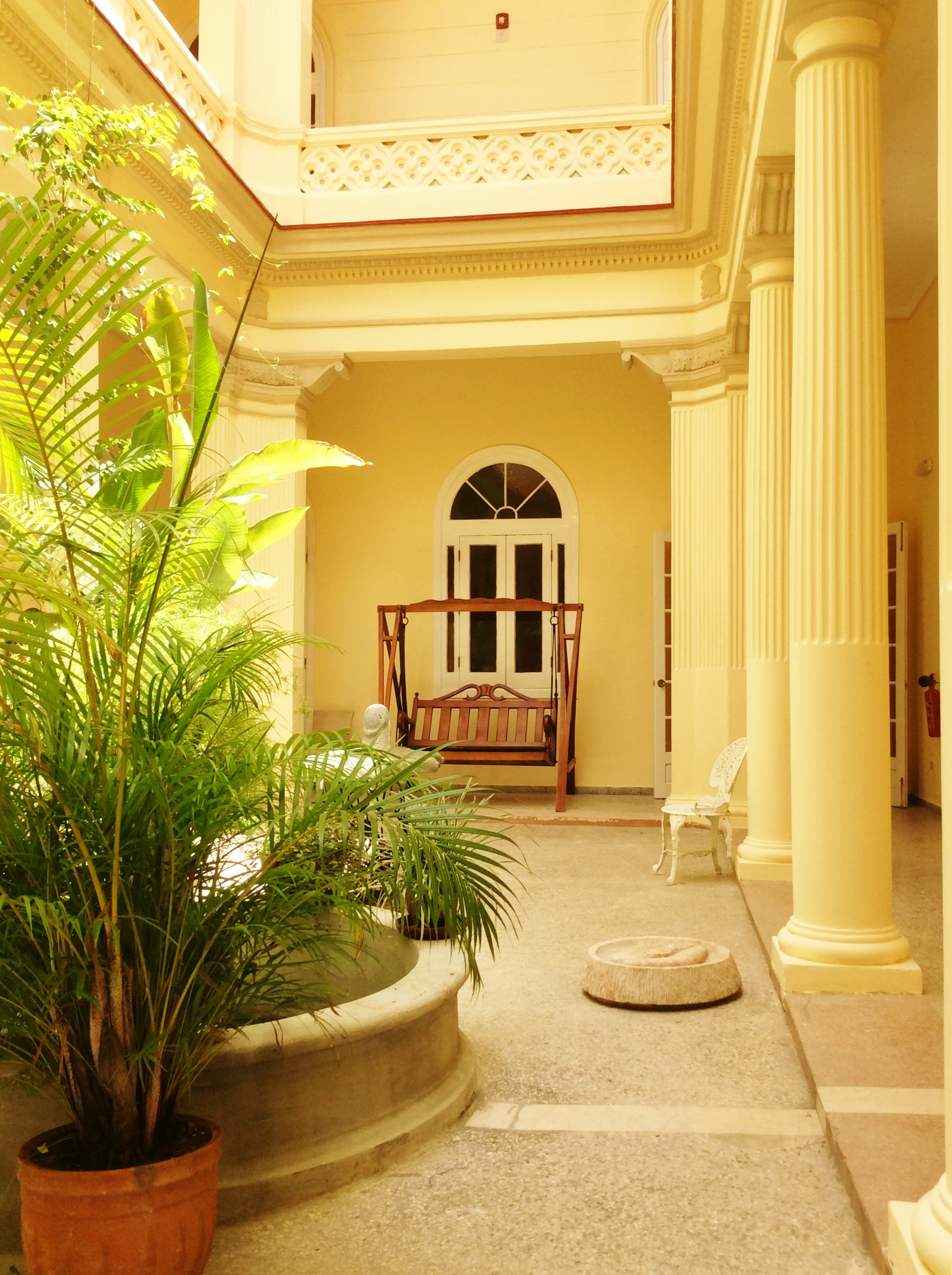
Interior del CENESEX

La missió principal de l'organisme és «contribuir al fet que l'ésser humà visqui la seva sexualitat de forma sana, plena, plaent i responsable».
A més de l'elaboració de materials sobre educació sexual i recerca sobre la sexualitat humana, entre les seves funcions recau l'assessorament de les institucions cubanes en les àrees relacionades amb la sexualitat, l'orientació sexual, la identitat de gènere i el VIH. El CENESEX és el major precursor d'esdeveniments científics i culturals dels drets sexuals a l'illa.